# Raymond Cayol
Pour les articles homonymes, voir Cayol.
Raymond Cayol, né le 29 janvier 1917 à Marseille (Bouches-du-Rhône) et mort le 9 juin 1997 à Marseille (Bouches-du-Rhône), est un homme politique français.

## Biographie
Raymond Cayol est né à Marseille, dont sa famille est originaire. Il y fait ses études secondaires, passe le baccalauréat avec succès, et se lance dans des études littéraires à l'Université d'Aix-Marseille, puis à la faculté à Paris. Licencié, titulaire du Diplôme d'études supérieures en lettres classiques, il passe avec succès l'agrégation de lettres classiques.
Malgré sa mobilisation en 1939, il participe à la Résistance. En 1941, à Toulon, il appartient au groupe « Témoignage chrétien » puis assure de 1942 à 1944 les liaisons entre les organisations de résistants, les administrations publiques et le M.L.N. (Mouvement de libération nationale). Il est lors de la Libération chef de la section des Chrétiens combattants à Marseille, et siégera notamment au Comité de libération des Bouches-du-Rhône. Son comportement lui vaut la Croix de guerre 1939-1945 et le grade de Chevalier dans l'ordre de la Légion d'honneur. A la Libération, il nommé professeur au lycée de Toulon, s'oriente vers la vie publique et se présente, sans succès, sur la liste M.R.P. dans la première circonscription des Bouches-du-Rhône aux élections du 21 octobre 1945 à la première Assemblée nationale Constituante.
Aux élections du 2 juin 1946, Raymond Cayol se présente en seconde position sur la liste M.R.P. conduite par Germaine Poinso-Chapuis dans la première circonscription des Bouches-du-Rhône. La liste M.R.P. avec 60 185 suffrages exprimés, emporte deux des neuf sièges à pourvoir.

## Détail des fonctions et des mandats
Mandats parlementaires
- 2 juin 1946 - 27 novembre 1946 : Député des Bouches-du-Rhône
- 10 novembre 1946 - 4 juillet 1951 : Député des Bouches-du-Rhône